# John Sandblom
John Sandblom   (Friggeråkers, 5 de juliol de 1871 - Estocolm, 24 de juliol de 1948) va ser un regatista suec que va competir a començaments del segle xx.
El 1928 va prendre part en els Jocs Olímpics d'Amsterdam, on va guanyar la medalla de bronze en la regata de 8 metres del programa de vela, a bord del Sylvia, junt a Clarence Hammar, Tore Holm, Wilhelm Törsleff i el seus fills Carl i Philip Sandblom.